# New Brighton, Flintshire
New Brighton är en by i Flintshire i Wales. Byn är belägen 189,3 km 
från Cardiff. Orten har 830 invånare (2016).